# Glirinae
Sous-famille
Les Glirinae sont une sous-famille de petits rongeurs de la famille des Gliridés.

## Liste des genres
Selon ITIS (3 août 2017), Mammal Species of the World (version 3, 2005)  (3 août 2017) et NCBI (3 août 2017):
- genre Glirulus
  - Glirulus japonicus - muscardin du Japon
- genre Glis
  - Glis glis - Loir gris

Selon Paleobiology Database (4 mai 2012) :
- genre Glirudinus
- genre Glirulus
- genre Glis
- genre Heissigia
- genre Heteromyoxus
- genre Muscardinus
- genre Myoglis
- genre Seorsumuscardinus